# Schema minuta
Schema minuta är en tvåvingeart som beskrevs av Becker 1907. Schema minuta ingår i släktet Schema och familjen vattenflugor. Inga underarter finns listade i Catalogue of Life.